# 三好吉房
三好 吉房（みよし よしふさ）は、戦国時代から江戸時代初期にかけての武将、大名。豊臣家の一門衆。尾張犬山城主、後に清洲城主。
通称の弥助は百姓名であったともいうが、立身後は受領名の武蔵守を通称として用いた。入道して一路（一路常閑）と号し、後に法印に叙任されたので、三位法印一路とも称した。また別の法名で日海も伝わる。妻は瑞龍院妙慧日秀で、豊臣秀次・秀勝・秀保らの実父である。

## 生涯

### 前歴
生年に関しては妻ゆかりの瑞龍寺の過去帳に書かれた享年からの逆算、『兼見卿記』天正20年10月24日条に記載の年齢からの逆算、共に天文3年生まれとなるため、同年で間違いは無いと言える。
しかし、姓や出自などについては多くの説があり、実像ははっきりしていない。
吉房自身は立身後に大和国の三輪氏の子孫・三輪次郎兵衛（宣政）の子であると称したというが、出典とされる『武功夜話』には偽書説があり、信憑性には疑義が持たれている。『 祖父物語（朝日物語）』に基づく通説では、馬貸しか馬丁だったとされ、単に弥助と名乗っていたとされ、尾張国海東郡乙の子村の出身といい、海東郡花正村にその頃の三好吉房宅跡があったという。小和田哲男は秀吉の父・木下弥右衛門と同程度の苗字を持たない下層の百姓の身分・階級に属した人物であろうとしている。黒田基樹はともの婚姻を秀吉の立身後とする可能性を指摘する一方で、吉房の出自について分かるのは『祖父物語』の記述程度のことしか分からず、苗字については不詳とする。また、吉房という諱については裏付けはないが、秀吉から一字を得たという推測からは可能性は考えられるとしている。
木下藤吉郎（後の豊臣秀吉）の姉・とも（日秀尼）を妻としたことで、運命は大きく変わっていき、『 祖父物語（朝日物語）』によれば、永禄7年（1564年）に織田氏に仕える義弟・秀吉の縁者であったことから、秀吉の馬牽として士分に取り立てられた。この頃、知多郡大高村に居を移した。木下姓を与えられたか自ら称したかで、木下弥助を名乗ったようであるが、名乗り始めた時期や経緯などは判然としない。この尾張時代に長尾姓を名乗っていたともいう。
夫婦は永禄11年（1568年）に治兵衛（豊臣秀次）を、永禄12年（1569年）に小吉（秀勝）を、天正7年（1579年）に辰千代（秀保）をもうけた。
また後に長子・秀次が阿波三好一族の三好康長の養子となると、秀次の実父である吉房も三好姓を称した。なお、吉房の妹も、三好一族の大島親崇に嫁いでいる。

### 秀次付き家老
天正10年（1582年）6月8日、中国大返しで姫路に帰った秀吉は、どちらも親族である三好武蔵守（吉房）と小出播磨守（秀政）の2人に留守居を命じ、もし一戦に敗れた場合は、秀吉の母も妻も一族尽くを処分し、家中に火を放てと指示していた。
天正18年（1590年）、秀次が改易された織田信雄の旧領尾張・伊勢北部5郡を与えられて大大名となると、吉房もその配下で尾張犬山城10万石を領し、翌天正19年（1591年）には犬山城主を次子・豊臣秀勝と替わり、吉房は尾張清洲城主とされた。
関白となって京都に常駐した秀次の不在時などは、家老の一人であった吉房が所領統治を代行することもあったが、その実務能力は秀吉や叔父・秀長に及ばないと言われていた実子の秀次から見てもさらに不足であったようで、「法印年寄付て、万おろかなる事之あるべく候、当座のまにあわせ異儀無き様に申し成す儀、曲事たるべき事」という天正20年（1592年）6月10日付の秀次書状が現存している。
一方で、天正20年10月に吉房が熱病で倒れると、秀次は犬山城に駆けつけ容易ならざると判断すると京都から医師と妻の一の台を呼び寄せ、大和にいた弟の秀保も呼び寄せた。秀吉も吉房に書状を出して秀次・秀保をしばらく側に置くように命じ、一刻も早い回復を望むと伝えている。秀次は翌年2月に帰洛しているため、この頃には回復したと思われる。
それでも『駒井日記』によると、文禄2年（1593年）12月11日、尾張の蔵入地から1万2,200石を加増されたという。

### 晩年
3人の男子に恵まれたものの、そのいずれにも次々と先立たれた。文禄元年（1592年）9月に秀勝が巨済島で戦没し、文禄4年（1595年）4月には秀保が病死。同年7月、秀次が高野山で切腹となった際には、吉房も連座し、所領をすべて没収されて改易となり、四国の讃岐国に流され、軟禁された。
慶長3年（1598年）、秀吉の死をもって赦免され、京都に戻った。慶長5年（1600年）に本圀寺に一音院を建立し、子供たち、孫たちの菩提を弔い、晩年は法華の行者となった。
慶長17年（1612年）、下野国足利で死す。『瑞龍寺指出』によると8月15日、『東西歴覧記』によると8月25日。享年79。

### 子孫
弥助は、太閤の義兄、関白の父というだけでなく、九条家に嫁いだ豊臣完子の祖父であり、大正天皇の皇后である貞明皇后はその末孫にあたる。つまり弥助は、昭和天皇の先祖の1人でもあり、系図を辿って示すことができる人物の中では、生まれた身分が最も低い皇室の先祖であるということができる。

## 呼称
吉房は「三好吉房」や「木下弥介」、「長尾武蔵守吉房」、「羽柴筑前守」などとも呼ばれるが、そのように自称したことも三好氏を称したこともなく、これらは後世の書物にのみ見える呼称である。書状では武蔵守や三位法印、三位法印一路、三位法印常閑、建性院常閑とのみ署名している。三位法印は天正19年（1590年）12月の秀次の関白就任を機にに叙任されたと推測される。
後世の書物にのみ見える呼称は以下の通りである。
| - 『武功夜話』 - 三輪武蔵守 - 木下弥助 - 『武功夜話拾遺』 - 三輪次郎兵衛 - 三輪武蔵守吉房 | - 『尾張志』『尾張名所図会』 - 長尾武蔵守吉房 - 『本圀寺年譜撮要』 - 羽柴筑前守一路 - 『田中家由緒書』（八尾市田中家彌性園文庫） - 三位法印良房 | - 『戦国人名辞典』 - 三好武蔵守吉房 - 『羽柴秀吉一門』(総論) - 三好常閑 |

## 登場作品
テレビドラマ
- おんな太閤記（1981年、NHK大河ドラマ、演：宗近晴見）
- 秀吉（1996年、NHK大河ドラマ、演：ビートキヨシ）
- 寧々〜おんな太閤記（2009年、テレビ東京、演：吉見一豊）